# Márton Viviana
Márton Viviana (Tenerife, 2006. február 16.) olimpiai bajnok, junior-Európa-bajnok magyar taekwondózó.

## Pályafutása
Tenerifén kezdett taekwondózózni, majd Madridban, a korábbi olimpikon finn Suvi Mikkonen felügyelete mellett folytatta. 2019-től magyar színekben versenyezik. 2024-ben lett az Újpesti TE sportolója.
2019-ben kadét Európa-bajnokságot nyert. 2021-ben ifjúsági Európa-bajnok lett.
A 2023-as felnőtt vb-n a negyeddöntőben esett ki. Augusztusban ifjúsági Európa-bajnok lett. 2023-ban a Bukarestben rendezett junior Európa-bajnokságon a 62 kilogrammosok mezőnyében aranyérmet szerzett. A döntőben a görög Theopoula Sarvanaki ellen diadalmaskodott. Ugyanebben az évben rangos nemzetközi tornát nyert Dél-Koreában, és részt vett a lengyelországi Európa-játékokon.
2024 márciusában, a szófiai kvalifikációs versenyen szerzett olimpiai részvételi jogot, első magyar női taekwondózóként. Májusban a felnőtt Eb-n a nyolcaddöntőben kikapott a világbajnok francia Magda Wiet-Hénintől.
A 2024-es párizsi olimpiai játékokon 67 kilogrammban aranyérmet szerzett. A nap folyamán az elefántcsontparti Ruth Gbabit, az amerikai Kristina Teachout-ot, és a világranglistát vezető belga Sarah Chaarit győzte le a döntőig vezető úton. Ott a világbajnoki ezüstérmes szerb Alekszandra Perisicset két menetben legyőzve diadalmaskodott. 18 évesen és 175 naposan a magyar sport hetedik legfiatalabb olimpiai bajnoka lett.

## Magánélete
Édesapja kick-boxolt, édesanyja pedig kézilabdázott. Tenerifén született, majd családjával 2018-ban költözött Madridba. Ikertestvére, Márton Luana szintén taekwondózó.

## Díjai, elismerései
- Az év junior magyar taekwondózója (2021)[17]
- Újpest díszpolgára (2024)[18]
- A Magyar Érdemrend tisztikeresztje (2024)[19]
- Az év magyar tekvandósa: 2024[20]